# Tânia Alves
Tânia Maria Rego Alves (Río de Janeiro, 12 de septiembre de 1953) es una cantante, actriz y empresaria brasileña, reconocida por participar en una gran cantidad de producciones de cine y televisión en su país. Es madre de la actriz Gabriela Alves, con quien comparte la administración de un spa en Nova Friburgo.

## Biografía
Debutó en 1971 como actriz en el teatro como miembro del Grupo Chegança. A pesar de ser carioca, se dio a conocer con papeles del noreste, destacándose en las miniseries Lampião e Maria Bonita, Bandidos da Falange y Tenda dos Milagres y en las telenovelas Ti Ti Ti, Pantanal, Pedra sobre Pedra, Tocaia Grande y Mandacaru. Además, Tânia es una cantante que lanzó varios álbumes desde 1980. En 2005, después de cinco años dedicándose a la música, regresó a las telenovelas en uno de los papeles centrales de Essas Mulheres en RecordTV, interpretando a la antagonista Firmina.
En 2010 integró el elenco de la telenovela Araguaia, creada por Walther Negrão para Rede Globo.
En febrero de 2017, fue confirmada como participante en el reality Dancing Brasil, que fue transmitido por RecordTV, siendo la sexta eliminada de la competencia.

## Discografía
- LP Bandeira - 1980
- LP Novos Sabores - 1983
- LP Dona de Mim - 1986

Destacado para la música: Pagã.
- LP Tânia Alves - 1987

Destacado para la música: Eu Quero o Absurdo.
- LP Brasil Brazil (EUA) - 1988
- LP Folias Tropicais - 1989
- LP Humana - 1992
- CD Amores e Boleros vol 1 - 1995
- CD Amores e Boleros vol 2 - 1996
- CD Amores e Boleros Vol 3 - 1997
- CD Me deixas louca - 1998
- CD Coração de bolero - 1999
- CD Todos os forrós - 2000
- CD De bolero em bolero - 2001
- CD Bossas e boleros - 2003
- DVD De bolero em bolero - 2005
- DVD Palavra de Mulher - 2015

## Filmografía

### Televisión
- 1981 - Morte e Vida Severina
- 1982 - Estúdio A... Gildo
- 1982 - Lampião e Maria Bonita
- 1983 - Bandidos da Falange
- 1985 - Tenda dos Milagres
- 1985 - Ti Ti Ti
- 1990 - Pantanal
- 1992 - Pedra sobre Pedra
- 1993 - Você Decide
- 1995 - Tocaia Grande
- 1997 - Mandacaru
- 1998 - Brida
- 2000 - Marcas da Paixão
- 2001 - A Grande Família
- 2001 - O Clone
- 2005 - Essas Mulheres
- 2007 - Amazônia, de Galvez a Chico Mendes
- 2010 - Araguaia
- 2011 - Laços de Sangue

### Cine
- 1976 - Trem Fantasma
- 1977 - Morte e Vida Severina
- 1977 - Emanuelle Tropical
- 1979 - Bachianas Brasileiras: Meu Nome É Villa-Lobos
- 1979 - Loucuras, o Bumbum de Ouro
- 1981 - O Olho Mágico do Amor
- 1982 - Cabaret Mineiro
- 1983 - Onda Nova
- 1983 - O Cangaceiro Trapalhão
- 1983 - Parahyba Mulher Macho
- 1983 - O Mágico e o Delegado
- 1984 - Sole nudo - Regina
- 1985 - Ópera do Malandro
- 1990 - Lambada
- 1991 - A República dos Anjos
- 1998 - A Hora Mágica